# Акташ, Кубилай
Кубилай Акташ (фр. и тур. Kubilay Aktaş; 29 января 1995 года, Сен-Прист, Франция) — турецкий футболист, полузащитник клуба «Аданаспор».

## Клубная карьера
Родившийся во Франции Кубилай Акташ занимался футболом в ряде французских клубов, включая «Олимпик Лион» и «Сент-Этьен». Летом 2013 года он перешёл в турецкую «Касымпашу». 6 октября того же года Кубилай Акташ дебютировал в турецкой Суперлиге, выйдя на замену в концовке домашнего матча против «Элязыгспора». Первую половину сезона 2015/2016 он провёл на правах аренды за «Болуспор». Летом 2016 года Акташ стал футболистом «Истанбулспора», за который отыграл два года. В июле 2018 года он перешёл в клуб Первой лиги «Газиантеп», с которым по итогам сезона 2018/2019 добился выход в элиту турецкого футбола.

## Международная карьера
Кубилай Акташ был включён в состав сборной Турции до 19 лет для участия в футбольном турнире Средиземноморских играх 2013 года, проходивших в турецком Мерсине.